# 非洲绿胸八色鸫
非洲绿胸八色鸫（学名：Pitta reichenowi），是八色鸫科八色鸫属的一种，分布于乌干达、加蓬、中非共和国、刚果民主共和国、喀麦隆和刚果。全球活动范围约为586,000平方千米。该物种的保护状况被评为无危。
非洲绿胸八色鸫的栖息地包括种植园、亚热带或热带的湿润低地林、亚热带或热带的沼泽林和亚热带或热带的湿润山地林。